# Сютпылых
Сютпы́лых (чув. Çутпылăх) — деревня в Чебоксарском районе Чувашской Республики, входит в состав Акулевского сельского поселения.

## География
Расстояние до столицы республики, города Чебоксары, составляет 26 км, до районного центра, посёлка Кугеси, — 14 км, до железнодорожной станции — 26 км. 
Часовой пояс
Деревня Сютпылых, как и вся Чувашская Республика, находится в часовой зоне МСК (московское время). Смещение применяемого времени относительно UTC составляет +3:00.

## История
Деревня появилась в XIX — начале XX века как выселок деревни Илеменева (ныне не существует). Жители до 1866 года — государственные крестьяне; занимались земледелием, животноводством, домашним ремеслом, кулеткачеством, отхожими промыслами. В 1931 году образован колхоз им. Карла Маркса. В 1951 году колхоз укрупнился за счёт присоединения деревни Лагери. В 1954 году возник совместный с Шорчекасами колхоз им. Кагановича (переименован в «Искру»), в 1959 году объединён с колхозом «Серп и молот», образован колхоз им. Свердлова. 

По состоянию на 1 мая 1981 года населённые пункты Акулевского сельского совета (в том числе деревня Сютпылых) — в составе колхоза им. Свердлова:103.
Административно-территориальная принадлежность
В составе: Акулевской волости Чебоксарского уезда (до 1 октября 1927 года), Чебоксарского района:244. 

Сельские советы: Байсубаковский (с 1 октября 1927 года), Клычевский (с 14 июня 1954 года), Акулевский (с 11 июня 1955 года):244.

## Название
- Название деревни переводится как «светлая поляна»[5].
- Краевед И. С. Дубанов, ссылаясь на работу Павлова Л. П. и Станьяла В. П. «Сторона моя чебоксарская»[7], отмечает:

…То же самое слово «ик» «еймк», «ейюк» в более конкретном значении заменяется словами «пырлăх» (затон, залив), «пулăх» (полынья, иловый залив с камышами, кустарниками). Отсюда могут быть названия деревень Ырашпулăх, Кивпулăх, Сютпылăх. Но спешить не следует, в образовании имен часто присутствует другой компонент — пыллăх, пылăх в значении «вырубленная в лесу поляна», «лесная пашня». Побывав на месте, нетрудно догадаться, что могло послужить основным признаком названия — затон или поляна. Здесь же следует помнить, что слово «сют» (ҫут) означает возвышенное место между двумя речками — развилку, полуостров, мыс (самсăх).— Географические названия Чувашской Республики.
Прежние названия
Сют-Пылых (1897, 1907), Çутпылăх Лакăр.

## Население
| 2010 | 2012 |
| ---- | ---- |
| 86   | ↘81  |

Согласно переписи населения 1897 года в деревне Сют-Пылых проживали 188 человек, чуваши.

В 1907 году население деревни Сют-Пылых составляло 212 человек, чуваши.

По данным Всероссийской переписи населения 2002 года в деревне проживали 74 человека, преобладающая национальность — чуваши (94%).

## Инфраструктура
Функционирует колхоз им. Свердлова (по состоянию на 2010 год).